# Exotela melanocera
Exotela melanocera är en stekelart som först beskrevs av Thomson 1895.  Exotela melanocera ingår i släktet Exotela, och familjen bracksteklar. Arten är reproducerande i Sverige.